# Luik-Bastenaken-Luik 1972
In 1972 werd de 58e editie verreden van de wielerwedstrijd Luik-Bastenaken-Luik. 
De Belg Eddy Merckx won na een solo van 50 kilometer. Merckx won voor de derde maal deze wedstrijd daarmee evenaarde hij het record van zijn landgenoten Léon Houa, Alfons Schepers en Fred De Bruyne.

## Uitslag
| Plaats  | Naam               | Ploeg                            | tijd     |
| ------- | ------------------ | -------------------------------- | -------- |
| Winnaar | Eddy Merckx        | Molteni                          | 6u33'00" |
| 2       | Wim Schepers       | Rokado                           | + 2'40"  |
| 3       | Herman Vanspringel | Molteni                          | + 4'35"  |
| 4       | Roger Swerts       | Molteni                          | + 5'26"  |
| 5       | Georges Pintens    | Van Cauter-Magniflex-de Gribaldy | z.t.     |
| 6       | Leif Mortensen     | Bic                              | z.t.     |
| 7       | Raymond Delisle    | Peugeot-BP                       | z.t.     |
| 8       | Gilbert Bellone    | Rokado                           | + 6'38"  |
| 9       | Victor Van Schil   | Molteni                          | + 6'46"  |
| 10      | Robert Bouloux     | Peugeot-BP                       | z.t.     |

1892 · 1893 · 1894 · 1895 - 1907 · 1908 · 1909 · 1910 · 1911 · 1912 · 1913 · 1914 · 1915 · 1916 · 1917 · 1918 · 1919 · 1920 · 1921 · 1922 · 1923 · 1924 · 1925 · 1926 · 1927 · 1928 · 1929 · 1930 · 1931 · 1932 · 1933 · 1934 · 1935 · 1936 · 1937 · 1938 · 1939 · 1940 · 1941 · 1942 · 1943 · 1944 · 1945 · 1946 · 1947 · 1948 · 1949 · 1950 · 1951 · 1952 · 1953 · 1954 · 1955 · 1956 · 1957 · 1958 · 1959 · 1960 · 1961 · 1962 · 1963 · 1964 · 1965 · 1966 · 1967 · 1968 · 1969 · 1970 · 1971 · 1972 · 1973 · 1974 · 1975 · 1976 · 1977 · 1978 · 1979 · 1980 · 1981 · 1982 · 1983 · 1984 · 1985 · 1986 · 1987 · 1988 · 1989 · 1990 · 1991 · 1992 · 1993 · 1994 · 1995 · 1996 · 1997 · 1998 · 1999 · 2000 · 2001 · 2002 · 2003 · 2004 · 2005 · 2006 · 2007 · 2008 · 2009 · 2010 · 2011 · 2012 · 2013 · 2014 · 2015 · 2016 · 2017 · 2018 · 2019 · 2020 · 2021 · 2022 · 2023 · 2024 · 2025